# Pašvitinys
Pašvitinys is een plaats in het Litouwse district Šiauliai. De plaats telt 440 inwoners (2001).